# Stuart Hogg
Stuart William Hogg (Melrose, 24 giugno 1992) è un rugbista a 15 britannico, internazionale per la Scozia di cui è primatista di mete realizzate, estremo dell'Exeter in English Premiership.

## Biografia
Originario dei Borders e cresciuto ad Hawick, Hogg pratica il rugby fin dall'età scolastica e rappresentò la Scozia già a livello giovanile (Under-17, Under-18 e Under-20; milita nel Glasgow Warriors dal 2011.
Debuttò in Nazionale nel corso del Sei Nazioni 2012 contro il Galles a Edimburgo e da allora è stato presente in tutti gli incontri disputati nel successivo biennio.
Prese inoltre parte al tour dei British Lions del 2013 in Australia, anche se mai impiegato nel corso dei test match previsti contro gli Wallabies.
Figlio di rugbista che rappresentò la Scozia a livello di Nazionale a sette, si scoprì una parentela di Hogg anche con il calciatore nordirlandese George Best: più precisamente la trisavola di Hogg era la sorella del bisnonno di Best.
Fu parte della squadra nazionale scozzese alla Coppa del Mondo di rugby 2015 e, ancora, nel 2017, fu convocato per il suo secondo tour consecutivo nei British Lions per la serie in Nuova Zelanda; anche in tale spedizione, comunque, non assommò presenze nei test match contro gli All Blacks.
È stato eletto giocatore del torneo per due edizioni consecutive del 6 Nazioni nel 2016 e nel 2017.
Il 9 luglio 2023, a 31 anni, annuncia il suo ritiro con effetto immediato dal rugby giocato.

## Palmarès
- Pro14: 1
Glasgow: 2014-15
- Premiership: 1
Exeter: 2019-20
- Champions Cup: 1
Exeter: 2019-20